# Нартинка
Нартинка — река в России, протекает в Александровском районе Пермского края. Устье реки находится в 164 км по правому берегу реки Яйва. Длина реки составляет 10 км.
Исток реки в лесном массиве близ границы с Соликамским районом в 20 км к северу от посёлка Яйва. Река течёт на юго-восток среди холмов предгорий Северного Урала, покрытых тайгой. Приток — Южная Нартинка (правый). Впадает в Яйву в урочище Нартино чуть ниже устья реки Ик.

## Данные водного реестра
По данным государственного водного реестра России относится к Камскому бассейновому округу, водохозяйственный участок реки — Кама от города Березники до Камского гидроузла, без реки Косьва (от истока до Широковского гидроузла), Чусовая и Сылва, речной подбассейн реки — бассейны притоков Камы до впадения Белой. Речной бассейн реки — Кама.
По данным геоинформационной системы водохозяйственного районирования территории РФ, подготовленной Федеральным агентством водных ресурсов:
- Код водного объекта в государственном водном реестре — 10010100912111100007284
- Код по гидрологической изученности (ГИ) — 111100728
- Код бассейна — 10.01.01.009
- Номер тома по ГИ — 11
- Выпуск по ГИ — 1